# Osamu Taninaka
Osamu Taninaka (jap. 谷中 治, Taninaka Osamu; * 24. September 1964 in der Präfektur Tokio) ist ein ehemaliger japanischer Fußballspieler.

## Nationalmannschaft
1984 debütierte Taninaka für die japanische Fußballnationalmannschaft. Taninaka bestritt drei Länderspiele.